# Naleśnik

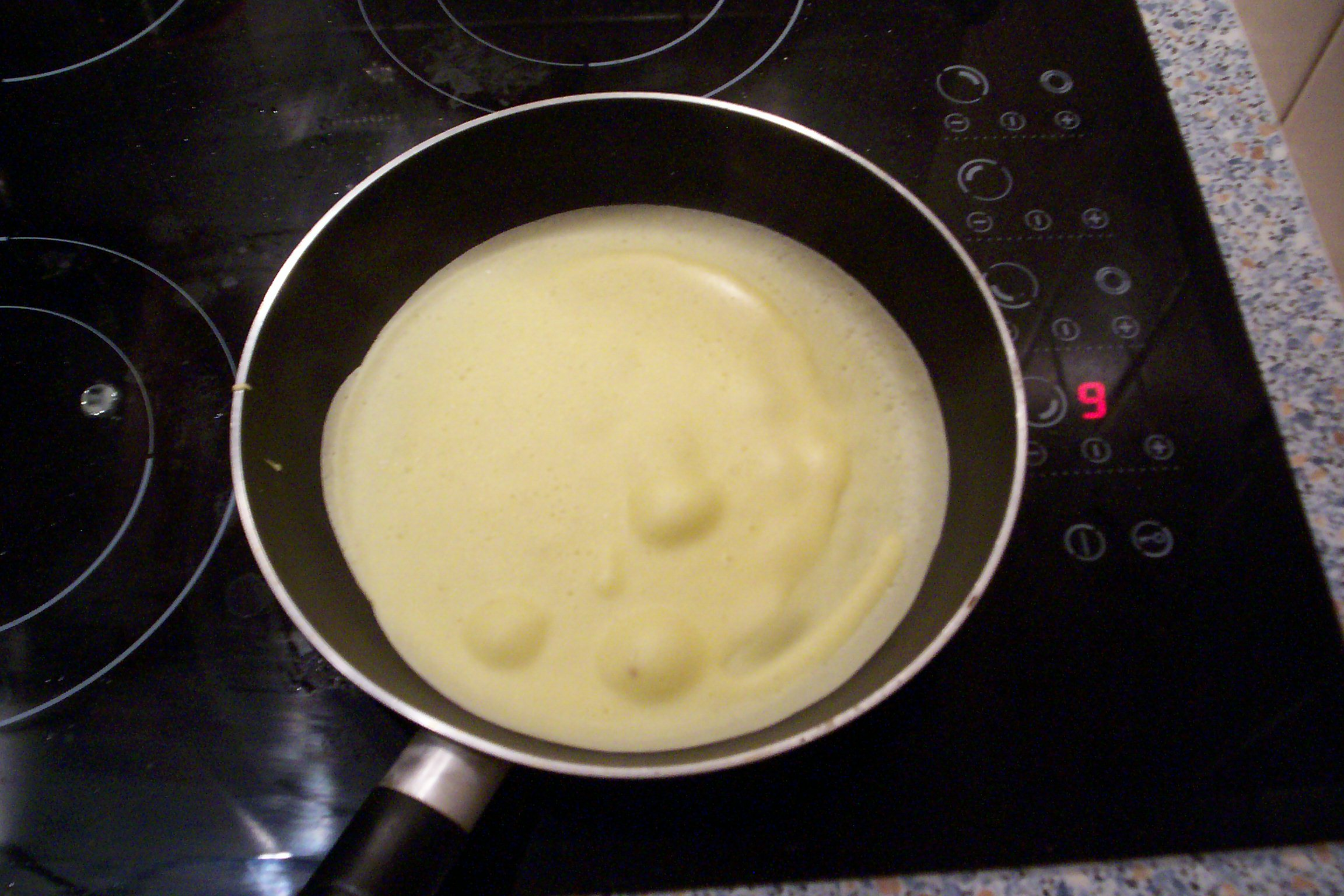
Ciasto naleśnikowe na patelni

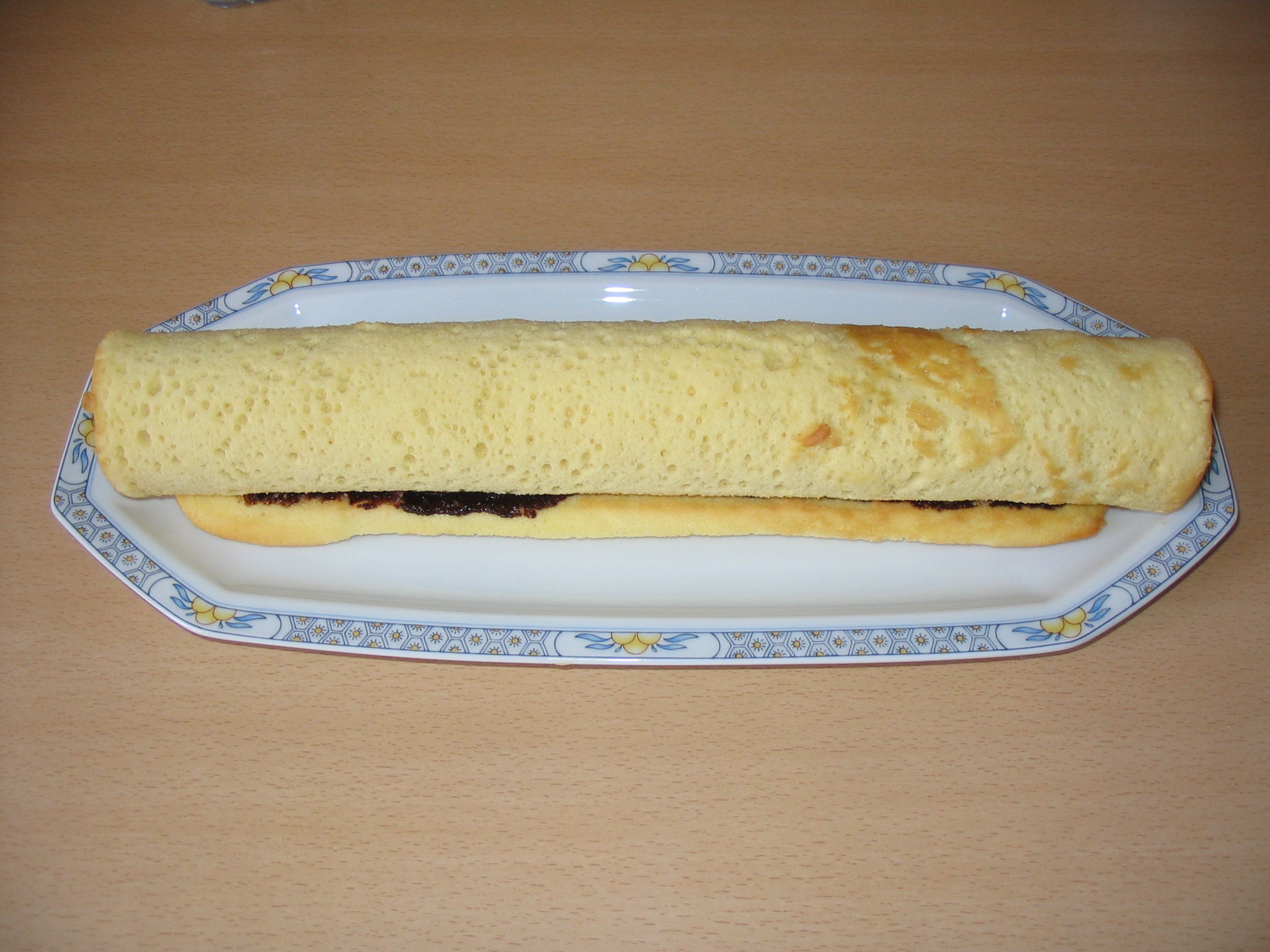
Zwinięty naleśnik z dżemem

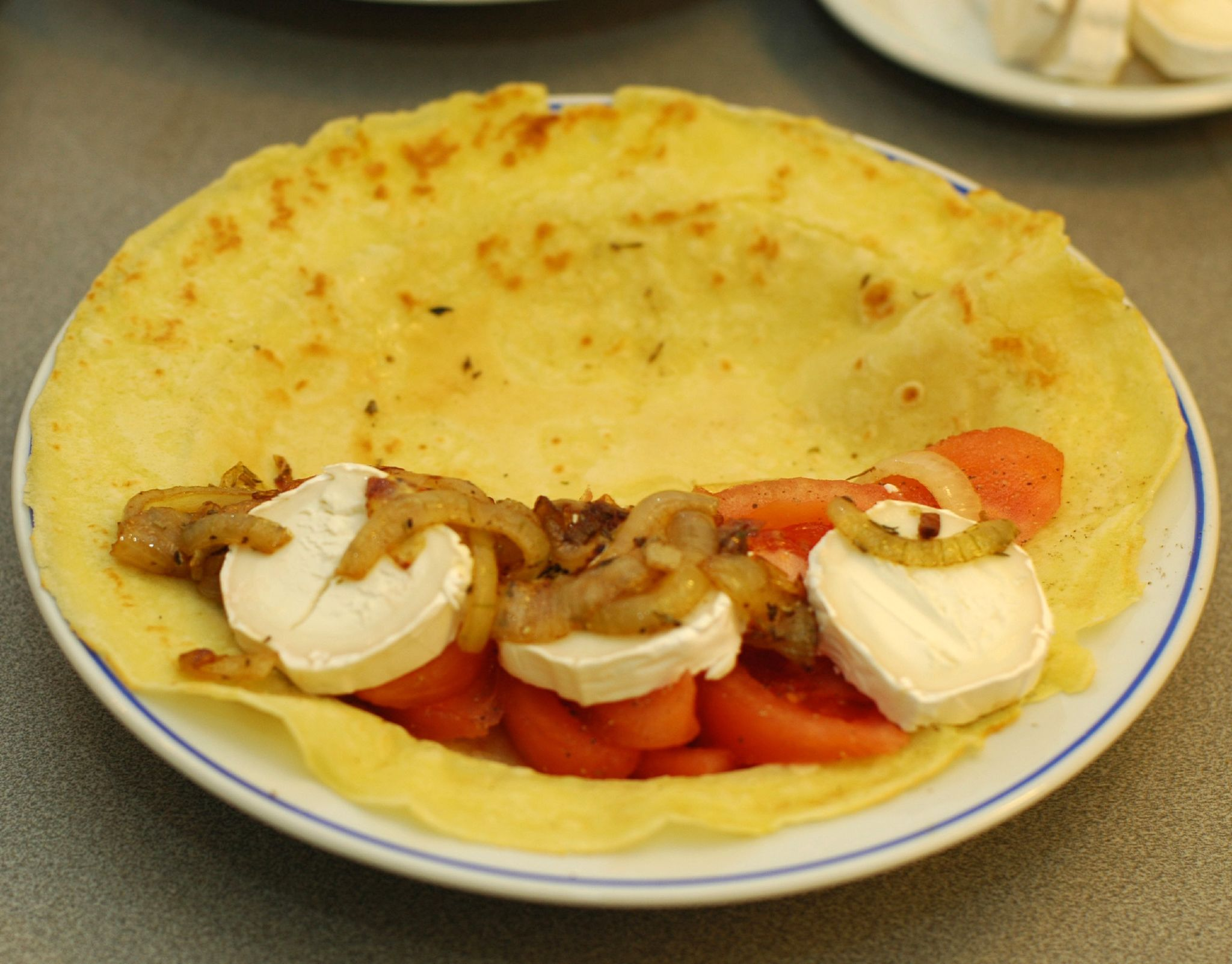
Naleśnik z pomidorem, kozim serem i cebulą

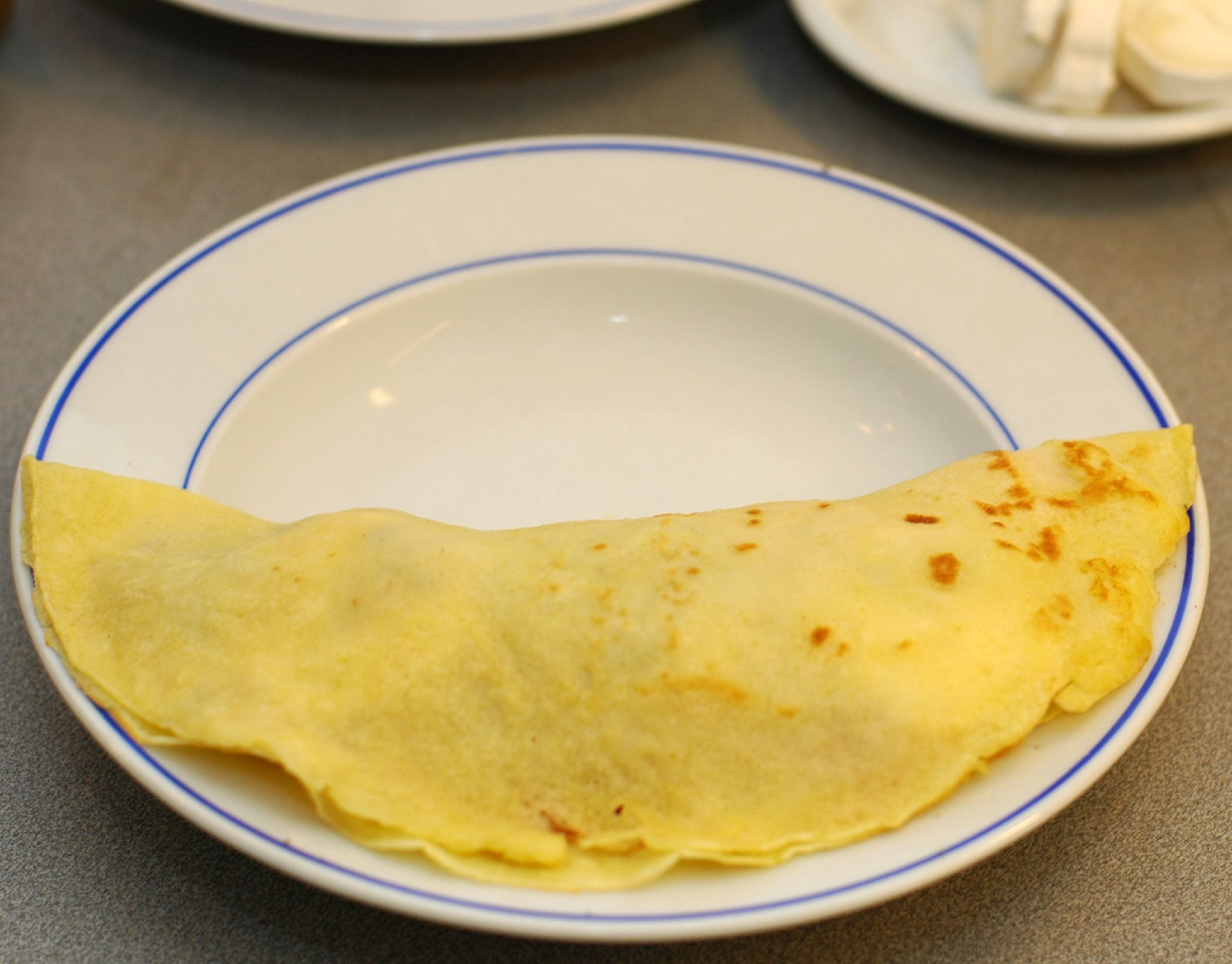
Naleśnik po złożeniu

Naleśnik – proste danie mączne smażone na patelni.
Nie wiadomo dokładnie, gdzie po raz pierwszy zaczęto przyrządzać naleśniki, prawdopodobnie miało to miejsce już w starożytności. Podaje się je i w Chinach, i w Europie. Włosi twierdzą, że wynaleziono je we Florencji, skąd w XVI wieku Katarzyna Medycejska przywiozła je do Francji, gdy wyszła za mąż za francuskiego króla.
Pochodzenie leksemu „naleśnik" zwykle objaśniane jest za pomocą dwóch hipotez:
- źródłem słowa jest wyrażenie przyimkowe – *na lěsě (tzn. ‘na kracie’; lasa – plecionka z prętów, drewniana krata; rodzaj rusztu do suszenia owoców’) – i stąd forma prasłowiańska miałaby postać *nalěsьnikъ
- źródłem słowa jest wyrażenie przyimkowe – *na listě (tzn. ‘na liściu’, czyli byłoby to ciasto pieczone na dużym liściu kapusty; por. czeskie nálesnik – tzn. ‘chleb pieczony na liściu’; ros. dial. nalistnik – ‘placek upieczony na liściach kapusty, ciemierzycy lub na blasze’) – i stąd forma prasłowiańska *nalistьnikъ
- niewykluczone, że pierwotnie były obecne oba te wyrazy i nazywały one dwa różne rodzaje wypieku: jeden pieczony na ruszcie, drugi na liściu[1]

Podane naleśniki można posypać cukrem, cukrem pudrem lub polać sosem, choć najczęściej podaje się je z nadzieniem, np. z powidłami, pokrojonymi owocami, dżemem, twarogiem, nutellą lub czasami z parówką i żółtym serem. Naleśniki można również podawać z farszem mięsnym, warzywnym lub grzybowym oraz z wieloma innymi dodatkami, wtedy jednak po zwinięciu, otoczeniu w panierce i obsmażeniu nazywa się je krokietami.
Objaśnienia etymologicznego tego określenia dokonał Eugeniusz Słuszkiewicz na łamach czasopisma „Język Polski”.
Wydarzenie, w którym naleśnik odgrywa znaczącą rolę, to brytyjski wyścig z naleśnikiem.